# Joc video de simulare
Un joc video de simulare este un gen de joc video care urmărește să imite diverse activități din viața reală sau să modeleze sisteme complexe prin intermediul unui mediu virtual interactiv. Aceste jocuri oferă jucătorilor ocazia de a experimenta și de a manipula scenarii simulate pentru a învăța, pentru a se distra sau pentru a explora diferite aspecte ale lumii reale sau fictive.

## Clasificare și Tipuri de Jocuri de Simulare
Jocurile de simulare pot fi clasificate în diverse categorii, în funcție de natura activităților simulate. Printre cele mai populare tipuri de jocuri de simulare se numără:

### Simulatoarele de Viață
Aceste jocuri permit jucătorilor să gestioneze viețile virtuale ale personajelor, de la activități zilnice la decizii majore de viață. Cele mai cunoscute exemple sunt:
- The Sims: Unul dintre cele mai populare jocuri de simulare de viață, unde jucătorii creează și controlează personaje virtuale (Sims) și gestionează activitățile lor zilnice.
- Animal Crossing: Un joc în care jucătorii locuiesc într-un sat populat de animale antropomorfe, interacționând și dezvoltând comunitatea.

### Simulatoarele de Construire și Management
Aceste jocuri se concentrează pe construcția și gestionarea unor structuri sau comunități:
- SimCity: Un joc clasic în care jucătorii construiesc și gestionează orașe.
- RollerCoaster Tycoon: Permite jucătorilor să construiască și să gestioneze parcuri de distracții.

### Simulatoarele de Transport
Aceste jocuri simulează diverse forme de transport, de la trenuri la avioane:
- Flight Simulator: Un joc extrem de detaliat care simulează zborul avioanelor.
- Euro Truck Simulator: Jucătorii conduc camioane și livrează mărfuri în diverse locații din Europa.

### Simulatoarele de Sport
Aceste jocuri permit jucătorilor să participe la sporturi simulate, adesea cu un grad ridicat de realism:
- FIFA: Un joc de fotbal care simulează meciuri reale și gestionarea echipelor.
- NBA 2K: Un joc de baschet care permite jucătorilor să joace meciuri și să gestioneze echipe.

### Simulatoarele de Strategie și Război
Aceste jocuri combină elemente de strategie cu simularea conflictelor militare:
- Civilization: Un joc de strategie pe ture care permite jucătorilor să construiască și să gestioneze civilizații.
- Total War: Combina simulația bătăliilor în timp real cu gestionarea strategică a imperiilor.

## Istoria Jocurilor de Simulare
Jocurile de simulare au o istorie lungă și complexă, începând cu primele computere.

### Anii '60 și '70: Primii Pași
Primele simulatoare au apărut pe computerele mainframe, folosite inițial pentru antrenament militar și educație. Jocul "Spacewar!", creat în 1962, este considerat unul dintre primele jocuri video de simulare.

### Anii '80: Popularizarea Simulatoarelor
Odată cu apariția calculatoarelor personale, jocurile de simulare au început să se popularizeze. Jocuri precum "Flight Simulator" (1982) și "SimCity" (1989) au adus simularea în casele oamenilor, oferindu-le jucătorilor experiențe complexe și captivante.

### Anii '90 și 2000: Diversificarea Genului
Acestă perioadă a văzut o diversificare semnificativă a genului, cu apariția unor jocuri de simulare care acoperă o gamă largă de activități. The Sims (2000) a devenit un fenomen cultural, iar RollerCoaster Tycoon (1999) a captivat jucătorii cu posibilitatea de a construi parcuri de distracții elaborate.

### Anii 2010 și mai departe: Realism și Imersiune
Progresul tehnologic a permis dezvoltarea unor simulatoare extrem de realiste. Euro Truck Simulator 2 (2012) și Microsoft Flight Simulator 2020 sunt exemple de jocuri care oferă un nivel impresionant de detaliu și realism. Realitatea virtuală și augmentată au început să fie integrate în simulatoare, oferind jucătorilor experiențe și mai imersive.

## Impactul Cultural și Educațional al Jocurilor de Simulare
Jocurile de simulare nu sunt doar o formă de divertisment; ele au și un impact semnificativ în educație și formare profesională. Simulatoarele sunt utilizate în diverse domenii, de la antrenament militar și simularea zborurilor până la educația medicală și managementul afacerilor.

### Educație și Antrenament
- Aviație: Simulatoarele de zbor sunt folosite pentru antrenamentul piloților, oferindu-le o modalitate sigură de a practica manevre și de a răspunde la situații de urgență.
- Medicină: Simulatoarele medicale permit studenților și profesioniștilor să practice proceduri complexe și să învețe noi tehnici într-un mediu controlat.
- Militar: Simulatoarele sunt utilizate pentru antrenamente tactice și strategice, permițând soldaților să se pregătească pentru diverse scenarii fără riscuri reale.

## Impactul Cultural
Jocurile de simulare au influențat cultura populară, oferind perspective asupra complexităților vieții și gestionării resurselor. Jocuri precum SimCity și The Sims au fost subiecte de studiu pentru sociologi și urbaniști, datorită modului în care reflectă și influențează percepțiile asupra societății și interacțiunilor umane.

## Tehnologii Utilizate în Jocurile de Simulare
Dezvoltarea jocurilor de simulare implică utilizarea unor tehnologii avansate pentru a crea experiențe cât mai realiste și interactive.

### Grafică și Fizică
Motorul grafic și cel fizic sunt esențiale pentru realismul unui joc de simulare. Unreal Engine și Unity sunt două dintre cele mai utilizate motoare pentru dezvoltarea acestor jocuri. Simularea precisă a fizicii, inclusiv a dinamicii fluidelor, gravitației și coliziunilor, contribuie la crearea unei experiențe verosimile.

### Inteligență Artificială (IA)
IA joacă un rol crucial în simularea comportamentului realist al personajelor și elementelor de mediu. Algoritmii de învățare automată și rețelele neuronale sunt folosite pentru a dezvolta NPC-uri (personaje non-jucătoare) care se adaptează și reacționează la acțiunile jucătorului.

### Realitate Virtuală (VR) și Realitate Augmentată (AR)
VR și AR aduc un nou nivel de imersiune în jocurile de simulare. Dispozitive precum Oculus Rift și HTC Vive permit jucătorilor să se cufunde complet în mediile simulate, interacționând cu acestea într-un mod natural și intuitiv.

## Provocări și Viitorul Jocurilor de Simulare
Dezvoltarea jocurilor de simulare vine cu propriile sale provocări, de la necesitatea unor resurse hardware semnificative la complexitatea programării și a designului.

### Provocări Tehnice
- Performanța: Simulatoarele complexe necesită resurse hardware puternice pentru a rula fluid și pentru a menține un nivel înalt de detaliu.
- Realism: Crearea unor simulări realiste implică modelarea precisă a fizicii și comportamentului uman, ceea ce poate fi extrem de complex.
- Imersiune: Asigurarea unei experiențe imersive necesită integrarea fără cusur a graficii, sunetului și interacțiunilor.

## Viitorul Simulatoarelor
Pe măsură ce tehnologia avansează, jocurile de simulare vor continua să evolueze. Inteligența artificială și învățarea automată vor permite simulări și mai realiste și adaptive, în timp ce VR și AR vor aduce noi modalități de interacțiune și imersiune. Dezvoltarea calculatoarelor cuantice ar putea, de asemenea, să revoluționeze simularea, permițând modelarea unor sisteme incredibil de complexe în timp real.

## Concluzie
Jocurile video de simulare reprezintă un gen captivant și versatil, care oferă jucătorilor posibilitatea de a explora și de a interacționa cu scenarii complexe într-un mediu virtual. De la simularea vieții de zi cu zi la modelarea sistemelor elaborate de transport și strategii militare, aceste jocuri nu sunt doar o formă de divertisment, ci și un instrument valoros pentru educație și formare. Cu progresele tehnologice continue, viitorul simulatoarelor promite să fie și mai fascinant și plin de inovații.